# Kshish Indian Reserve 4
Kshish Indian Reserve 4 är ett reservat i Kanada.   Det ligger i provinsen British Columbia, i den sydvästra delen av landet, 3 800 km väster om huvudstaden Ottawa.
I omgivningarna runt Kshish Indian Reserve 4 växer i huvudsak blandskog. Trakten runt Kshish Indian Reserve 4 är nära nog obefolkad, med mindre än två invånare per kvadratkilometer.